# بيير غودن
بيير غودن هو سياسي كندي، ولد في 14 أبريل 1947 في بيتيت روتشر في كندا. نشط حزبياً في الجمعية الليبرالية لنيو برونزويك ‏.